# Зенит (фотоаппаратура)

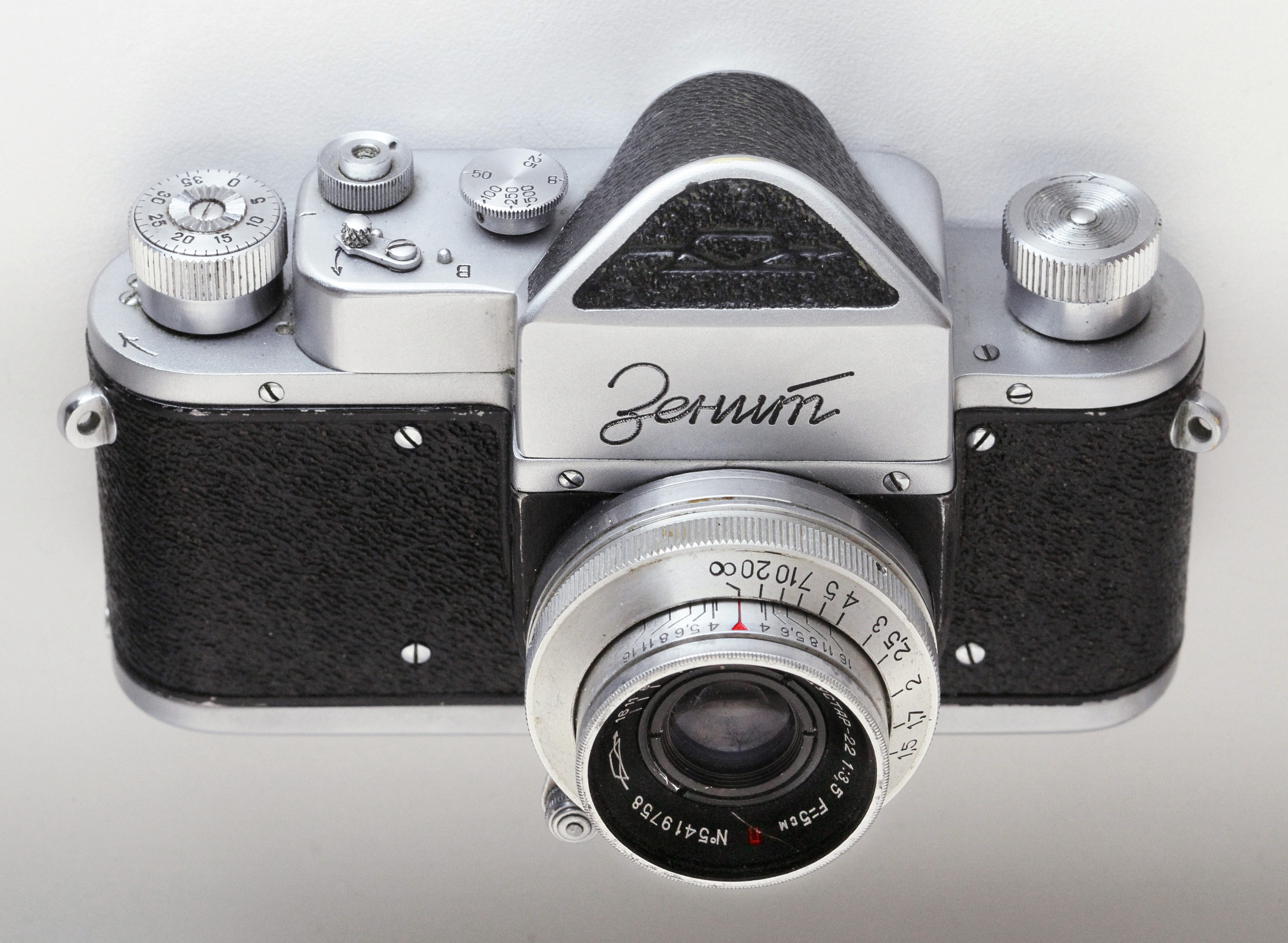
«Зенит» (1952—1956)

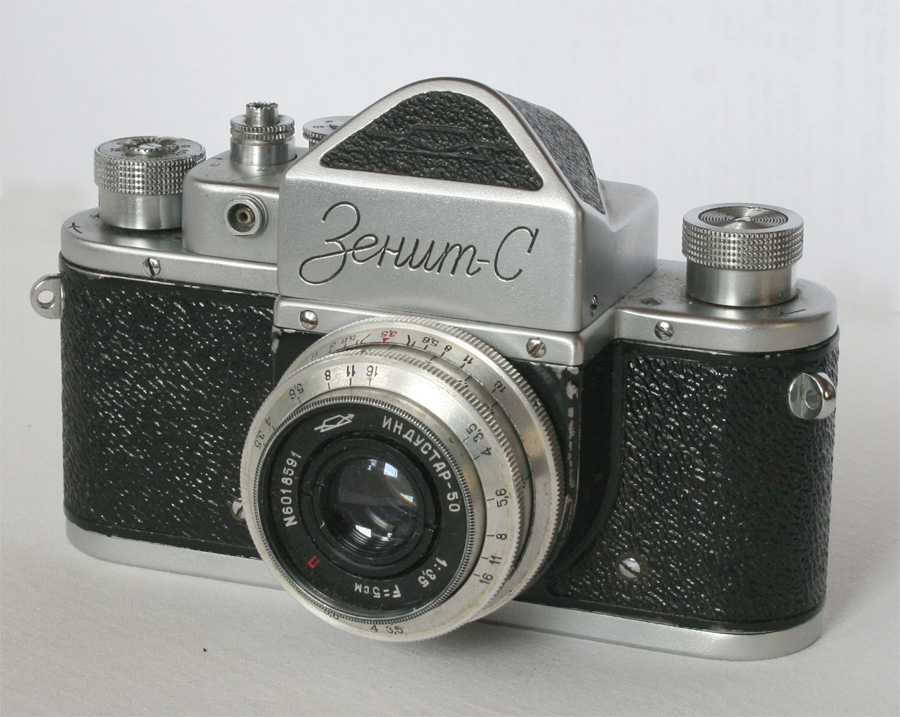
«Зенит-С» (1955—1961)

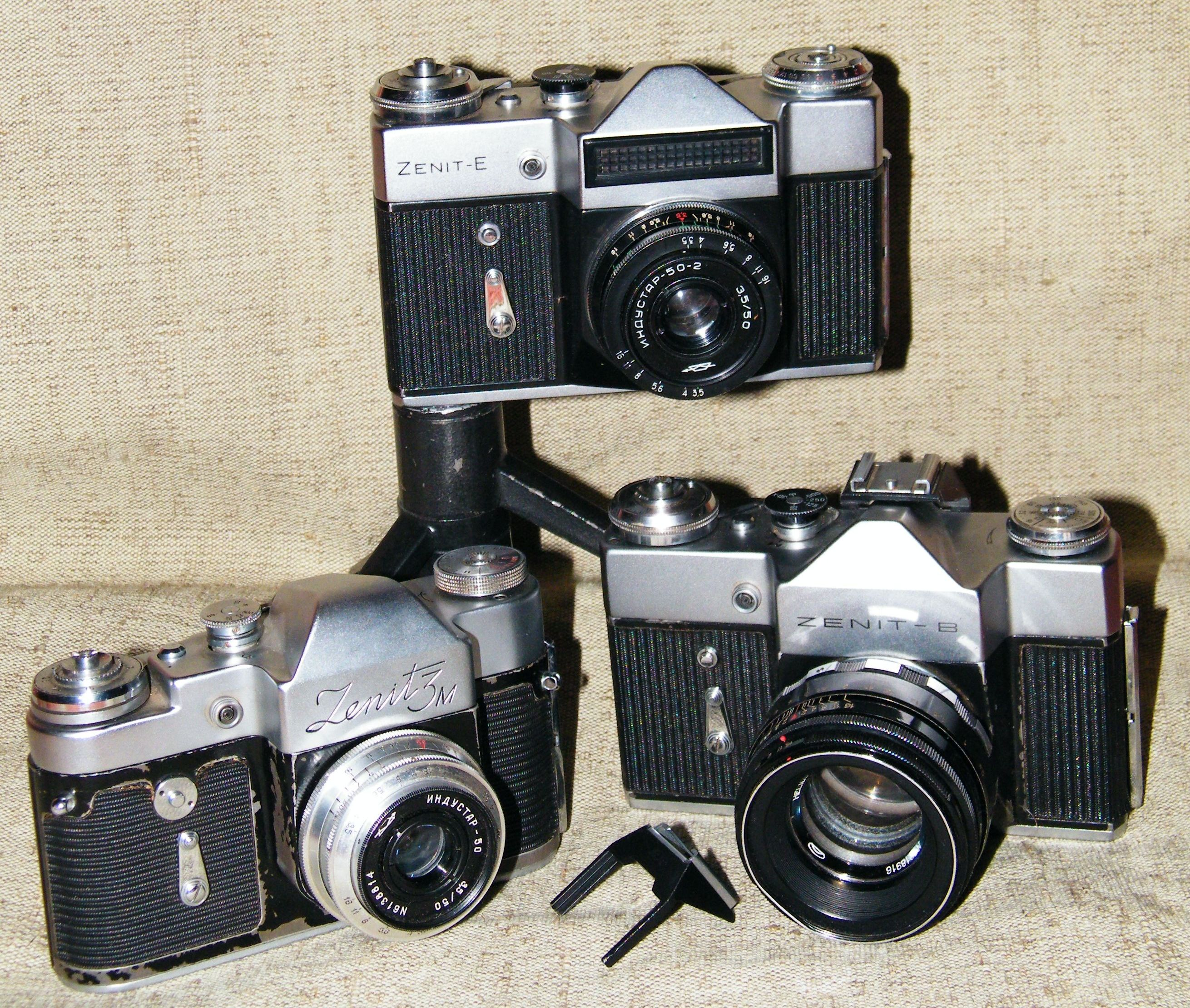
«Зенит-3М» (1962—1970),
«Зенит-Е» (1965—1986)
и «Зенит-В» (1968—1973)

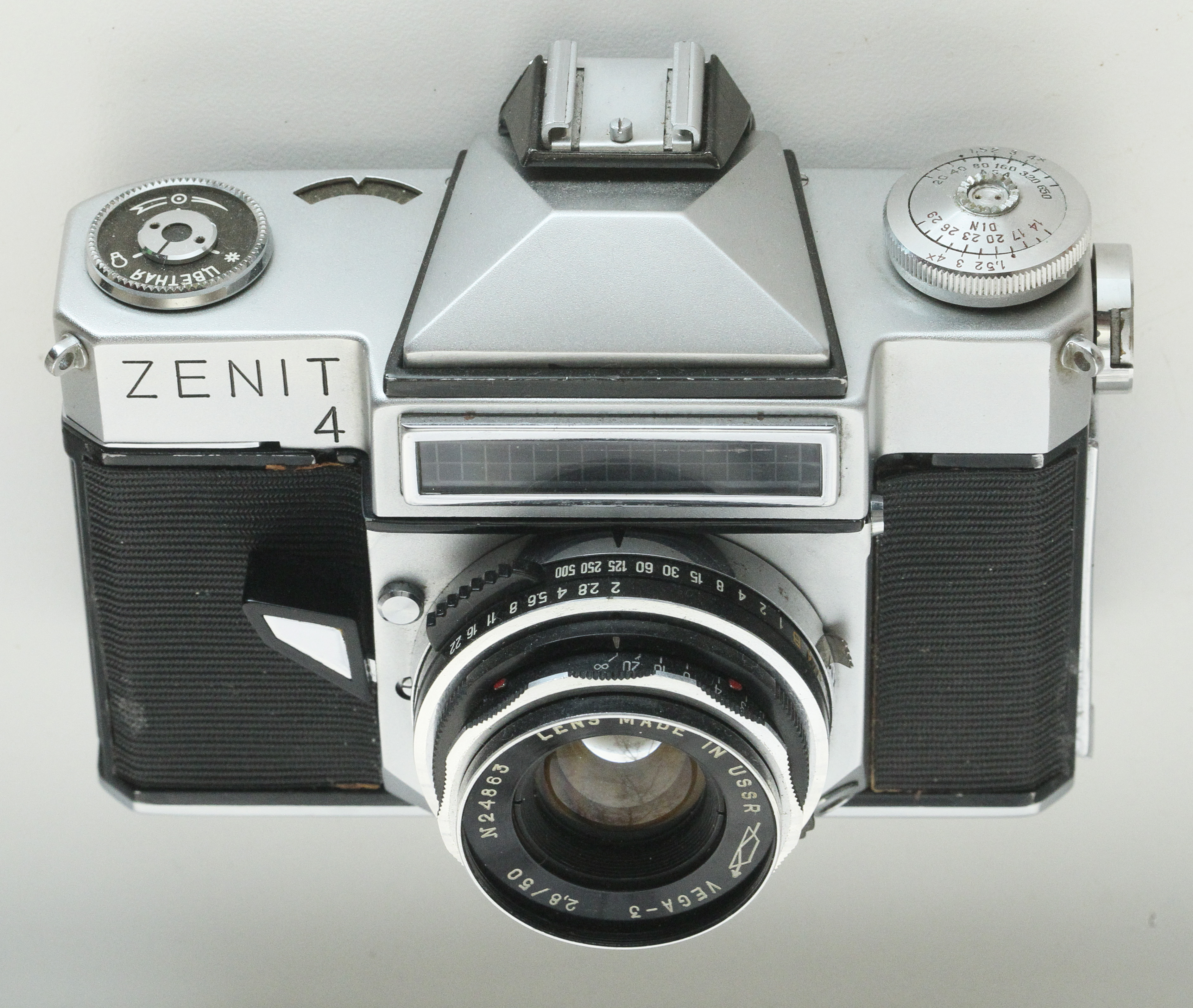
«Зенит-4» (1964—1968)

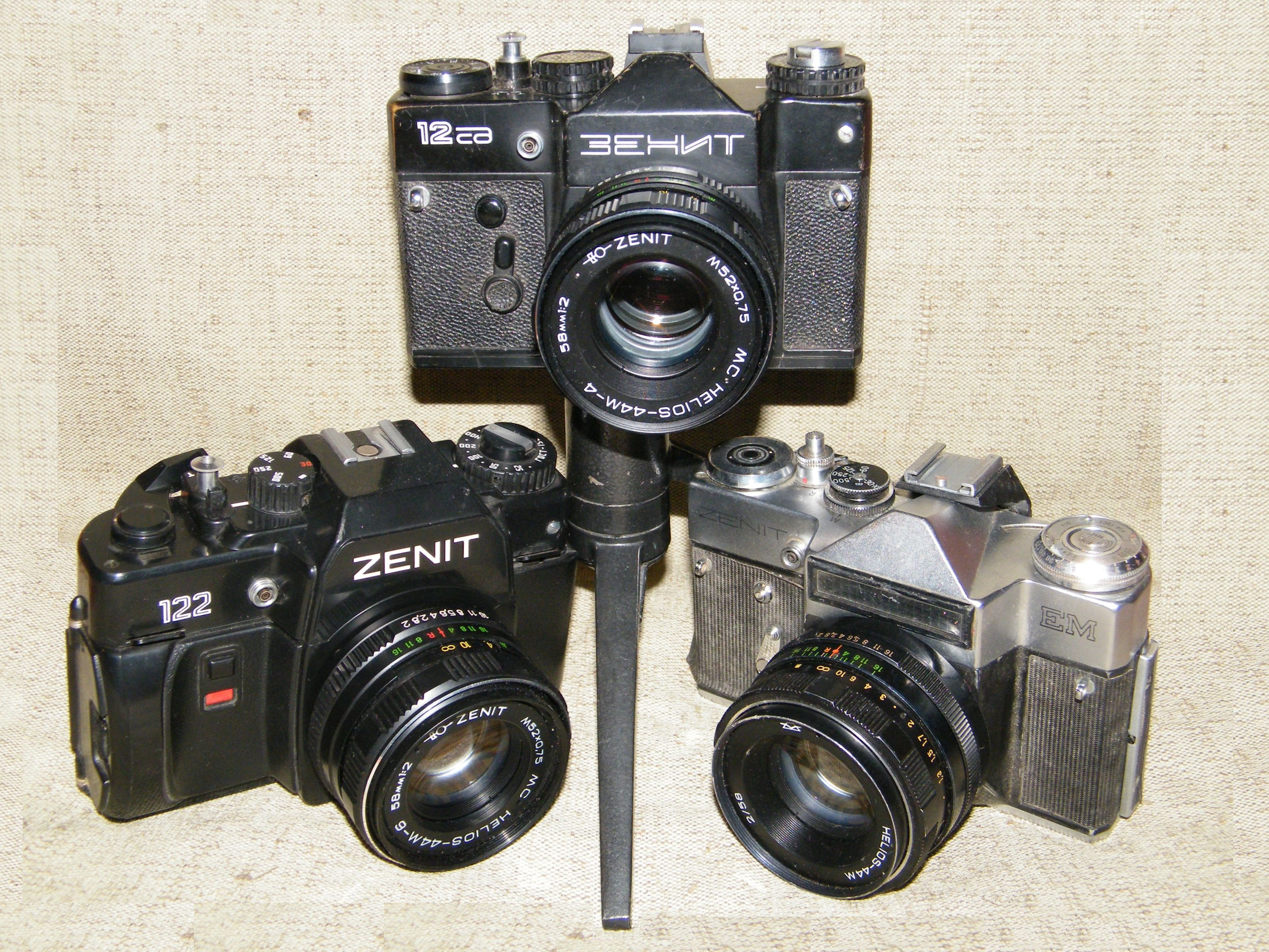
«Зенит-122» (1990—2005),
«Зенит-12сд» (1983—1988),
и «Зенит-ЕМ» (1972—1985)

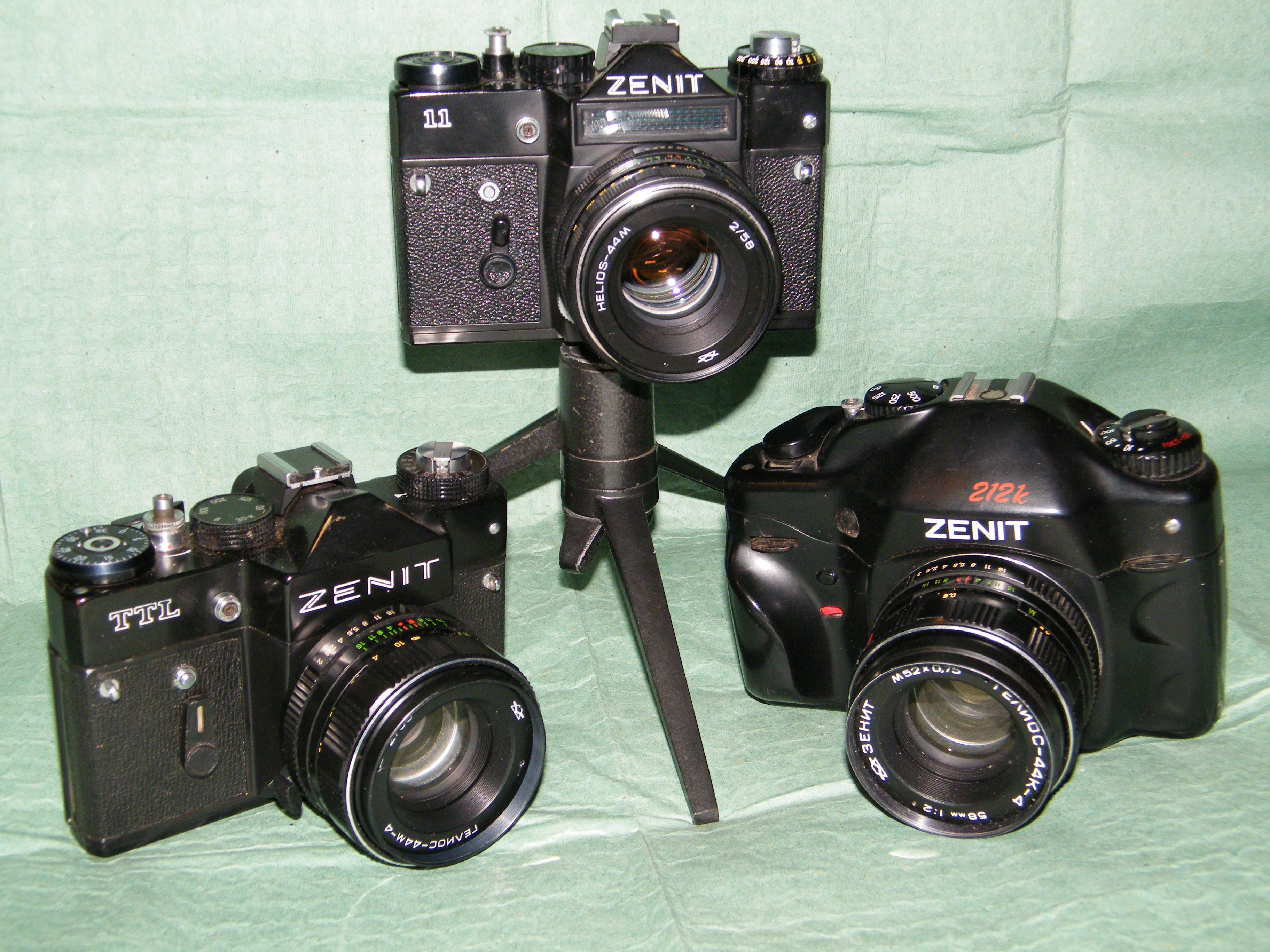
«Зенит-TTL» (1977—1985),
«Зенит-11» (1981—1992)
и «Зенит-212k» (1995—2005)

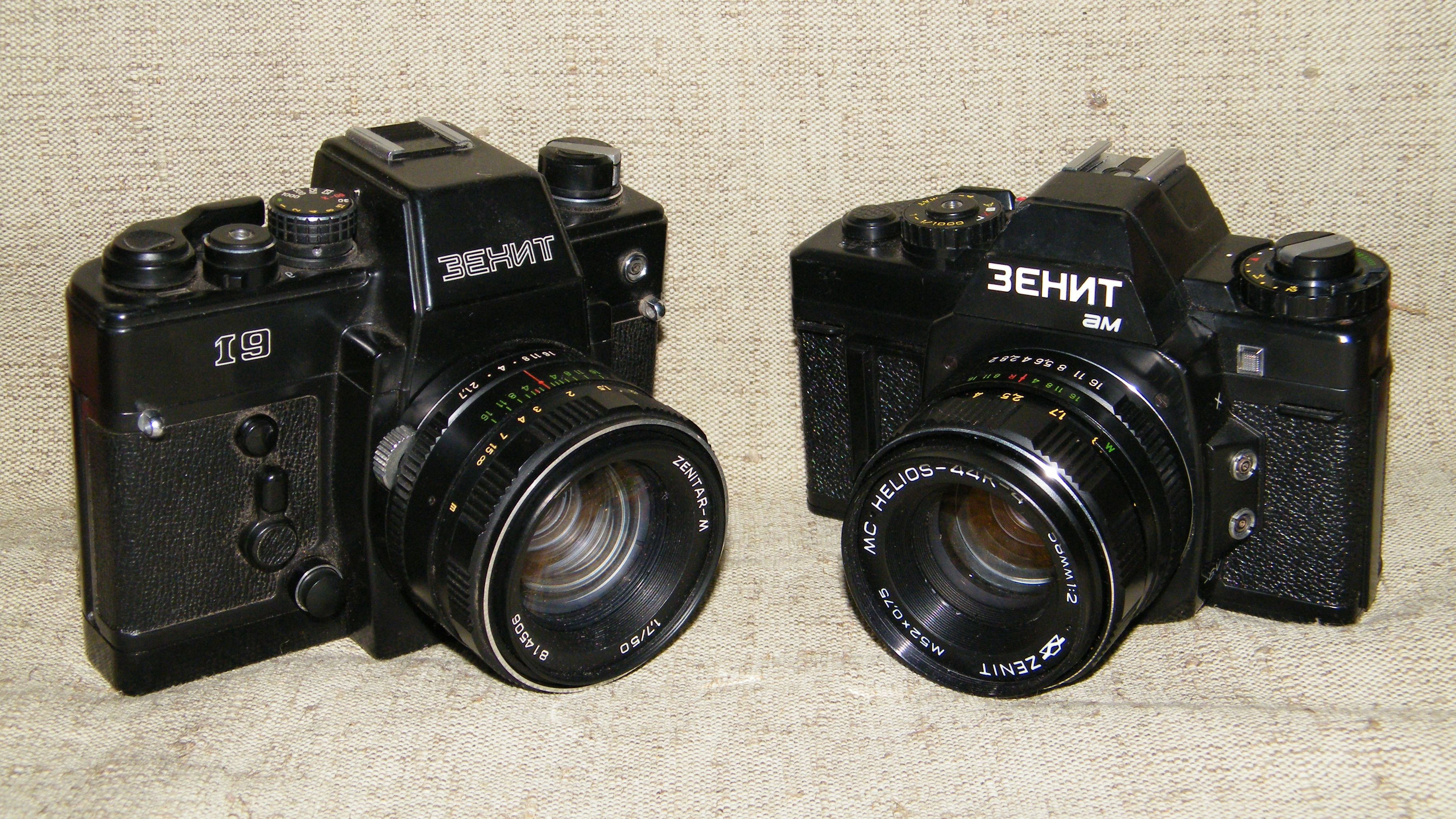
«Зенит-19» (1979—1987)
и «Зенит-АМ» (1988—1999)

«Зени́т» — торговое название фотоаппаратуры, главным образом, однообъективных зеркальных фотоаппаратов, производившейся в 1952—2005 годах Красногорским механическим заводом им. Зверева (КМЗ) в городе Красногорске Московской области и с 1973 (1975?) года — оптико-механическим заводом (ныне Вилейский завод «Зенит») в городе Вилейка (БССР) Белорусского оптико-механического объединения (БелОМО). Товарный знак «Зенит» принадлежит КМЗ.. Аппаратура этого типа продавалась в СССР, а также экспортировалась «Машприборинторгом» в 74 страны мира. Поэтому марка «Зенит» считается самым известным в мире названием советских фотоаппаратов.

## Однообъективные зеркальные фотоаппараты «Зенит»
Известны более 40 серийных моделей фотоаппаратов «Зенит», по большей части являющихся оригинальными разработками КМЗ. Все они рассчитаны на применение фотоплёнки типа 135 и предусматривают использование сменных объективов. Большинство моделей снабжено фокальным затвором с матерчатыми шторками или металлическими ламелями, и только аппараты семейства «Зенит-4» имеют залинзовый центральный затвор. Применялись различные варианты крепления объективов:
- резьба М39×1/45,2 (модели разработки 1950-х — начала 1960-х годов);
- резьба М42×1/45,5 (впервые на модели «Зенит-Е» с 1967 года);
- различные байонеты собственной разработки, не получившие широкого распространения («Старт», «Зенит-7», «Зенит-Д», семейство «Зенит-4»);
- байонет K, геометрически совместимый с креплением «Pentax K mount» (впервые на модели «Зенит-Автомат», 1984 год).

Суммарный объём выпуска наиболее массовой модели «Зенит-Е» (1965—1982) на обоих заводах превысил 8 миллионов штук, что является мировым рекордом для однообъективных зеркальных фотоаппаратов. Другие распространенные модели: «Зенит-3М» (1962—1970, 781 678 штук; до этого выпущено 65 433 штук под наименованием «Кристалл»), «Зенит-ЕТ» (1981—1995 (?), около 3 млн штук на двух заводах), «Зенит-12сд» и «Зенит-12XP» (1983—2000, 2 019 196 штук), «Зенит-122» (в 1989—2005 годах на КМЗ выпущено 1 971 745 штук).
Самые интересные в техническом отношении серийные «Зениты»:
- «Зенит» (1952, первый фотоаппарат под этой маркой) — удачный опыт создания зеркального фотоаппарата на базе дальномерного («Зоркий»);
- «Зенит-5» (1964) — первый в мире серийный фотоаппарат общего назначения со встроенным электроприводом[5][6][7];
- «Зенит-6» (1964) — первый советский фотоаппарат, укомплектованный объективом с переменным фокусным расстоянием («Рубин-1Ц»);
- «Зенит-Д» (1969) — первый в мире зеркальный фотоаппарат с автоматическим управлением экспозицией по выдержке[8];
- «Зенит-16» (1972) — первый однообъективный зеркальный фотоаппарат с пластмассовым корпусом; первый серийный «Зенит» с заобъективным светоизмерением; первый в СССР фотоаппарат со световой индикацией в видоискателе;
- «Зенит-19» (1979) — первый «Зенит» с ламельным затвором и электромагнитным управлением выдержками.

Специальные варианты фотоаппаратов «Зенит» («Зенит-ЕС», «Зенит-12сдс», «Зенит-122С») использовались в фоторужьях «Фотоснайпер», выпускавшихся на КМЗ с 1965 года.
Последняя модель КМЗ — «Зенит-КМ» (2001 год) имеет электронный ламельный затвор, цифровую систему автоматического управления экспозицией, моторную протяжку плёнки, байонет К.
После выпуска этого аппарата разработка новых зеркальных фотоаппаратов (и вообще фотоаппаратуры общего применения) на КМЗ была прекращена, в последующие годы свёрнуто и их производство.
С 1973 года объединением БелОМО производились несколько моделей фотоаппаратов «Зенит» по документации КМЗ («Зенит-Е», «Зенит-TTL», «Зенит-ЕТ») и модификации красногорских «Зенитов» собственной разработки («Зенит-15М», «Зенит-21XS», «Зенит-130»).
В конце 1950-х — начале 1960-х годов на КМЗ стали присваивать новым моделям фотоаппаратов собственные имена. Так появились зеркальные камеры «Старт» (1959 год), «Кристалл» (1961 год) и «Нарцисс» (1961 год). Вскоре от этой практики отказались и завод вернулся к использованию единых товарных знаков — «Зенит» для зеркальных камер и «Зоркий» для дальномерных.
Однообъективные зеркальные фотоаппараты «Зенит» поставлялись на экспорт под товарными знаками Zenit, Zeniflex, Revue, Revueflex, Cambron, Kalimar, Prinzflex, Meprozenit, Phokina, Spiraflex и др. В свою очередь, товарный знак «Zenit» использовался для экспортной фотопродукции других советских предприятий. Известны также случаи неправомерного использования товарного знака Zenit зарубежными производителями фототехники, в основном азиатскими.

## Фотокомплекты
Наименование «Зенит» несли также различные фотокомплекты (наборы из зеркального фотоаппарата, объективов и принадлежностей) производства КМЗ. Например, в состав серийного комплекта «Зенит» 1980 года входили:
- Фотокамера «Зенит-TTL»
- Объектив «Зенитар-М» 1,7/50
- Объектив «Гелиос-40-2» 1,5/85
- Объектив «Юпитер-21М» 4/200
- Объектив «Мир-10А» 3,5/28
- 6 светофильтров к объективам «Гелиос-40-2» и «Мир-10А»
- Переходное кольцо для светофильтров
- Ручной штатив ШЛВ (дополнительный держатель для фотовспышки)
- Головка для установки лампы-вспышки ГЛВ (обеспечивала поворот корпуса осветителя относительно оптической оси объектива)
- Комплект удлинительных колец УТЗТ
- Наглазник
- Спусковой тросик с тормозным устройством ТСТ-250
- Бленда БЗР-1
- Элемент РЦ-53

Такой комплект размещался в чемоданчике типа «дипломат», общая масса — 9,2 кг, розничная цена в 1985 г. — 770 руб.
По разовым заказам выпускались комплекты «Зенит-2», «Зенит-3» с другими камерами и объективами.

## Компактные фотоаппараты «Зенит»

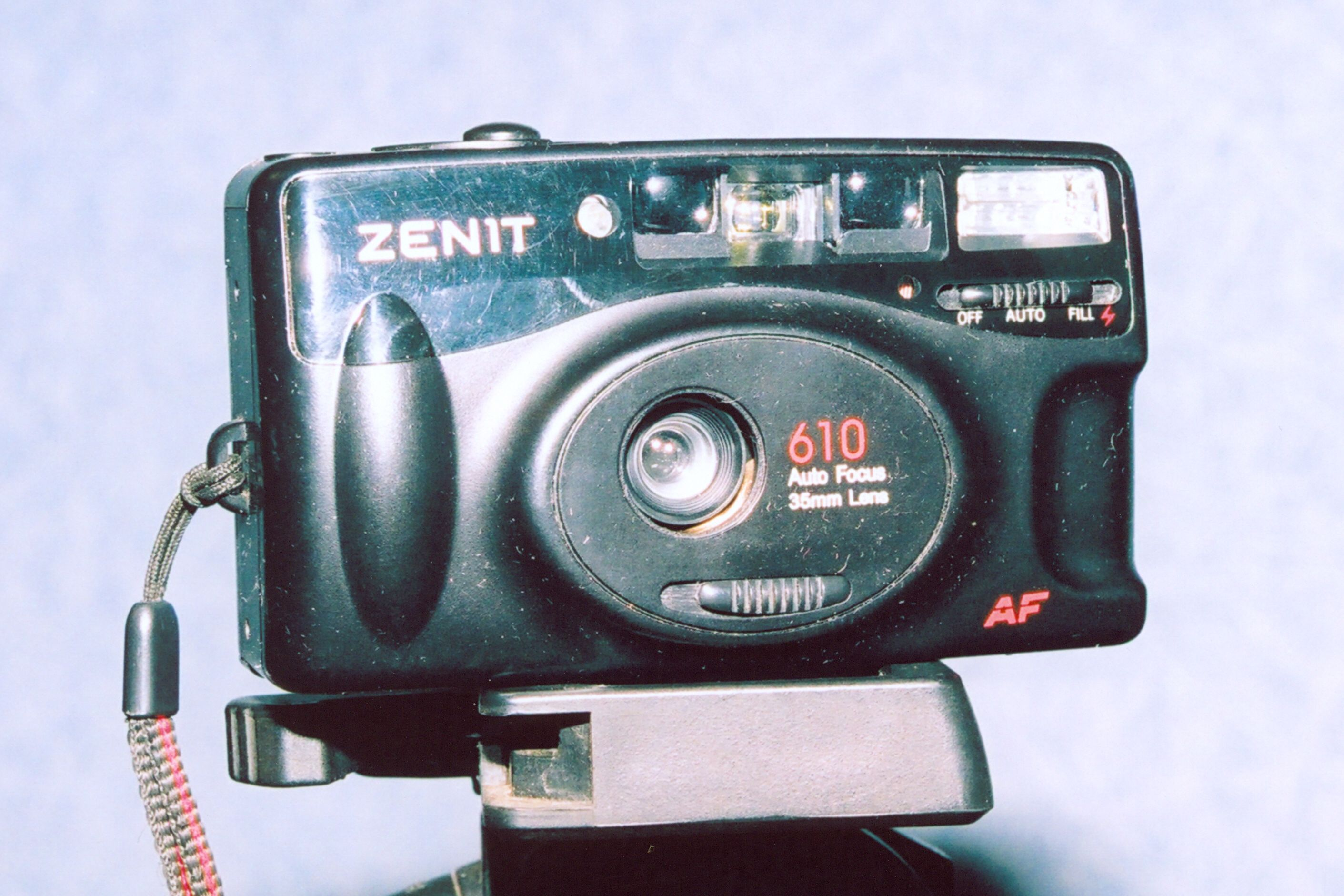
«Зенит-610»

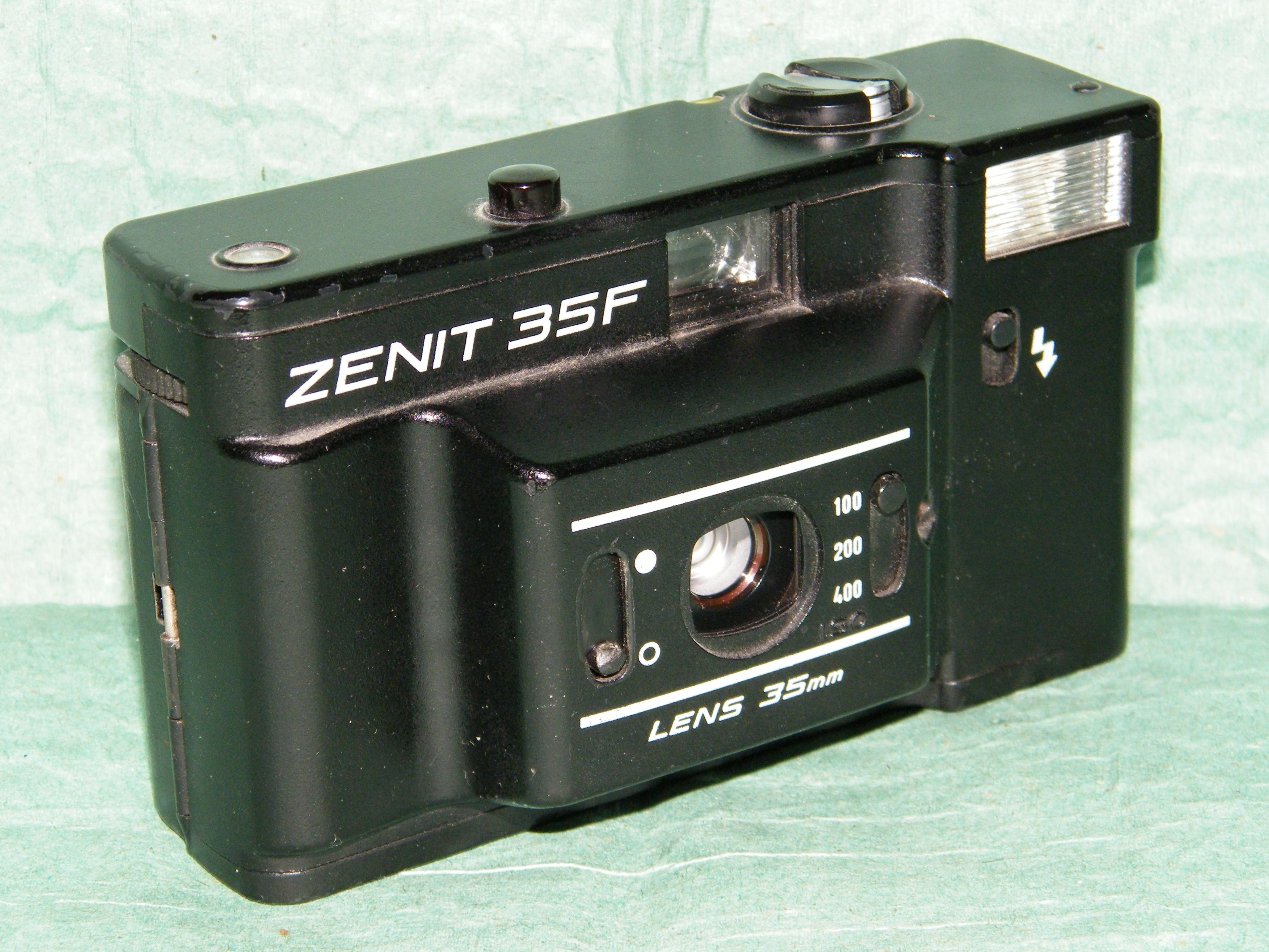
«Зенит-35F» производства ЛОМО

В 2000—2002 году КМЗ совместно с тайваньской компанией Toptronic начал выпуск линии «Зенит −510, −520, −610, −620», получившей наименование «линия SKINA».
Компактные фотоаппараты «Зенит» выпускались в пластмассовом корпусе бесфутлярной конструкции, взвод затвора, перемотка плёнки и обратная перемотка — встроенным электроприводом. Ввод значений светочувствительности фотоплёнки — DX-кодом. Встроенная фотовспышка с автоматическим или принудительным включением.
- «Зенит-510» — простейший фотоаппарат, автомат с единственной выдержкой.
- «Зенит-520» — простейший фотоаппарат, автомат с единственной выдержкой.
- «Зенит-610» — фотоаппарат с автоматической фокусировкой, автомат с единственной выдержкой.
- «Зенит-620» — фотоаппарат с автоматической фокусировкой, программный автомат.

## Цифровая эпоха: «Зенит М»
В 2018 году Красногорский механический завод совместно с компанией Leica выпустил ограниченным тиражом (500 экземпляров) цифровой фотоаппарат «Зенит М», созданный на базе камеры Leica M (Typ 240).